# Heliotropium eritrichoides
Heliotropium eritrichoides är en strävbladig växtart som beskrevs av Ky. Heliotropium eritrichoides ingår i Heliotropsläktet som ingår i familjen strävbladiga växter. Inga underarter finns listade i Catalogue of Life.